# John Pell

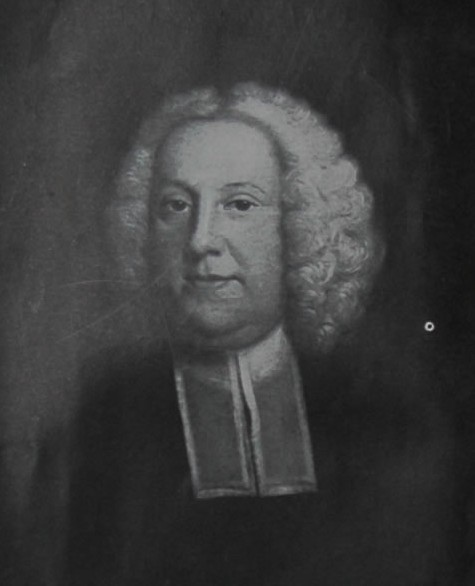
John Pell

John Pell (* 1. März 1611 in Southwick, Sussex; † 12. Dezember 1685 in Westminster, London) war ein englischer Mathematiker.

## Leben
Pell wurde in Southwick in Sussex geboren, wo sein gleichnamiger Vater John Pell Pfarrer und Rektor war; seine Mutter war Mary Holland of Halden aus Kent. Pell wurde früh Waise – sein Vater starb 1616, die Mutter 1617. Er ging in Steyning in Sussex zur Schule und trat in das Trinity College, Cambridge im Alter von 13 Jahren 1624 ein. Er studierte Latein und Griechisch, machte 1628 seinen Bachelor-Abschluss und kurz bevor er 1630 seinen M.A.-Grad erhielt, begann er eine Korrespondenz mit Henry Briggs (über Logarithmen) und anderen Mathematikern. Nach seinem Studium arbeitete er als Lehrer in Horsham und an der Chichester Academy in Sussex und danach fünf Jahre in London. Aufgrund seiner Reputation und mit Hilfe des englischen Gesandten in den Niederlanden Sir William Boswell wurde er 1643 Professor für Mathematik am Athenaeum Illustre Amsterdam in Amsterdam. 1646 wurde er auf Einladung von Friedrich Heinrich, Prinz von Oranien Professor an der Universität von Breda, wo er bis 1652 verblieb.
Von 1654 bis 1658 agierte Pell als Oliver Cromwells politischer Agent für die protestantischen Kantone der Schweiz, die er in Cromwells Auftrag von den katholischen Kantonen abspalten und einer protestantischen Liga zuführen sollte. In Zürich unterrichtete er auch Johann Heinrich Rahn in Mathematik, dessen Algebra-Lehrbuch er später ins Englische übersetzen ließ (mit eigenen Zusätzen). Seine politischen Verhandlungen zogen sich ergebnislos hin und bei seiner Rückkehr nach England lag Cromwell, dem er berichten sollte, schon im Sterben. Er wandte sich nun einer kirchlichen Karriere zu, wurde Diakon (Deacon) und 1661 empfing er die Priesterweihen. Pell wurde Vikar in Fobbing in Essex und 1663 zusätzlich von Laindon und Basildon in Essex, was er die letzten zwanzig Jahre seines Lebens blieb. Das hinderte ihn aber nicht daran, sich häufig in London aufzuhalten. John Pell gehörte zu den „Original Fellows“ der Royal Society. Er wurde offiziell am 20. Mai 1663 aufgenommen, war jedoch wahrscheinlich schon früher für die Gesellschaft tätig. 1675 wurde er deren Vizepräsident.
In London lebte er häufig bei John Collins. Während der Pestepidemie 1665 lebte er bei William Brereton (Lord Brereton) in Cheshire. Brereton war in Amsterdam sein Schüler gewesen und wurde ein enger Freund von Pell.
Pell heiratete 1632 Ithumaria, Tochter von Henry Ragnolles (oder „Reginalds“) aus London, und hatte mit ihr vier Söhne und vier Töchter. Nach ihrem Tod 1661 heiratete er ein zweites Mal. Er starb am 12. Dezember 1685 in der Unterkunft von Mr. Cothorne in der Dyot Street in London und wurde im „rector's vault“ von St Giles-in-the-Fields in London bestattet.

## Werk
Pell befasste sich mit Algebra und Zahlentheorie (Diophantische Gleichungen). Er veröffentlichte 1668 eine Tabelle von Faktoren von Zahlen bis 100.000. Die spezielle diophantische Gleichung {\displaystyle ax^{2}+1=y^{2}} (wobei a eine ganze Zahl ist, die kein Quadrat ist) ist als Pellgleichung oder Pellsche Gleichung bekannt. Sie war schon von den mittelalterlichen Mathematikern Brahmagupta und Bhaskara II. in Indien untersucht worden. Die Lösung dieser Gleichung war als Problem von Pierre de Fermat in einem Brief an Bernard Frénicle de Bessy gestellt worden und 1657 als Problem zur allgemeinen Kenntnis veröffentlicht. Die Theorie der Gleichung wurde überwiegend erst im 18. Jahrhundert von Joseph-Louis Lagrange entwickelt. Die Benennung nach Pell erfolgte durch Leonhard Euler, der die Lösungen von Brouncker in der lateinischen Ausgabe der Algebra von Wallis gefunden hatte, er benannte die Gleichung danach fälschlich nach Pell.
Pell war daran gelegen, den Stand der Mathematik in England zu fördern und hierin und in seiner Korrespondenz liegt sein Hauptverdienst. Er veröffentlichte relativ wenig, unter anderem Idea of Mathematics (1638) und eine Zurückweisung der Quadratur des Kreises  des dänischen Astronomen Longomontanus von 1644 (erschienen 1644, in lateinischer Übersetzung 1647). Die Kontroverse, die ihren Ursprung im Interesse von Pell für die Berechnung von Pi hatte, ging auch nach dem Tod von Longomontanus 1647 mit anderen Mathematikern weiter. Er übersetzte auch die trigonometrischen Tafeln von Johan Philip Lansberg (1632) und befasste sich mit Astronomie.

## Werke
- The Description and Use of the Quadrant, written for the Use of a Friend in two Books. 1628
- Modus supputandi Ephemerides astronomicas (quantum ad motum Solis attinet) paradigmate ad ann. 1630 accommodato. 1630
- A Key to unlock the Meaning of Joannis Trithemius, in his discourse of steganography. 1630
- Astronomical History of Observations of Heavenly Motions and Appearances. (1634)
- Ecliptica prognostica. (1634)
- Idea Matheseωs [= Matheseōs]. 1638
  - (wieder abgedruckt in:) Robert Hooke (Hrsg.): Philosophical Collections. Band VII, Nr. 5. Richard Chiswel, London 1682, S. 127–134, mit einigen erläuternden Briefen S. 135–145 (Google-Books)
  - (englische Übersetzung) An Idea of Mathematicks. In: John Dury, Samuel Hartlib, John Pell, Johann Schwartzkopf: The reformed librarie-keeper. William Du-Gard, Robert Littlebury, London 1650, S. 33–46.
- Ε᾿λέγξεως [Elenxeōs] contra Christianum S. Longomontanum de mensura circuli (1644). Kopenhagen (Haunia) 1644 (Digitalisat der Zentralbibliothek Zürich)
  - (wieder abgedruckt in:) Controversia De vera Circuli mensurâ, anno MDCXLIV exorta, Inter Christianum Severini, Longomontanum Cimbrum, Superiorem Mathematum  … et Ioannem Pellium, Coritano-Regnum, Anglum, Matheseos, Band I. Joannes Blaeu, Amsterdam 1647, S. 37–62 (Google-Books)
- (Mitverfasser) Johann Heinrich Rahn, John Pell: An introduction to algebra,[1] translated out of the High-Dutch into English by Thomas Brancker[2] …; much altered and augmented by D. P. (= Dr. John Pell); also, a table of odd numbers less than one hundred thousand, shewing those that are incomposit and resolving the rest into their factors or coefficients, &c., supputated by the same Tho. Brancker. Moses Pitt, London 1668
- Tabula numerorum quadratorum decies millium, unà cum ipsorum lateribus ab unitate incipientibus & ordine naturali usque ad 10000 progredientibus. Thomas Ratcliffe & Nath. Thompson, London 1672